# Coleotechnites moreonella
Coleotechnites moreonella (tên tiếng Anh: Ponderosa Pine Needleminer) là một loài bướm đêm thuộc họ Gelechiidae. Nó được tìm thấy ở Bắc Mỹ.
Ấu trùng ăn Pinus ponderosa.